# Antoine Dutac
Antoine Dutac, né à Épinal le 9 septembre 1786 et mort le 11 mai 1857 dans la même ville, est un peintre paysagiste français.

## Biographie
Antoine Dutac est le fils de Pierre François Dutac et d’Élisabeth Herbit, et le frère de Pierre Nicolas Dutac.
Il exerce le métier de géomètre-dessinateur au cadastre. Parallèlement à cette activité, il est peintre paysagiste et expose régulièrement au Salon de 1817 à 1851,.  
Antoine et son frère Pierre Nicolas reprennent en 1832 la marbrerie de Barbelouze (Golbey) qui fournit notamment des pierres du sol du Panthéon. Sur ce terrain ils réalisent leurs premiers essais d’irrigation de la Moselle. Pendant 25 ans ils poursuivent ces travaux d'Épinal jusqu'à Gripport. Ils ont permis de mettre fin aux nombreuses crues de la rivière et ainsi de cultiver les prairies alentour.
Antoine Dutac est membre de la loge spinalienne La Parfaite Union à partir de 1812 et de la Société d'émulation des Vosges dès 1825.

## Galerie

Oeuvres d'Antoine Dutac
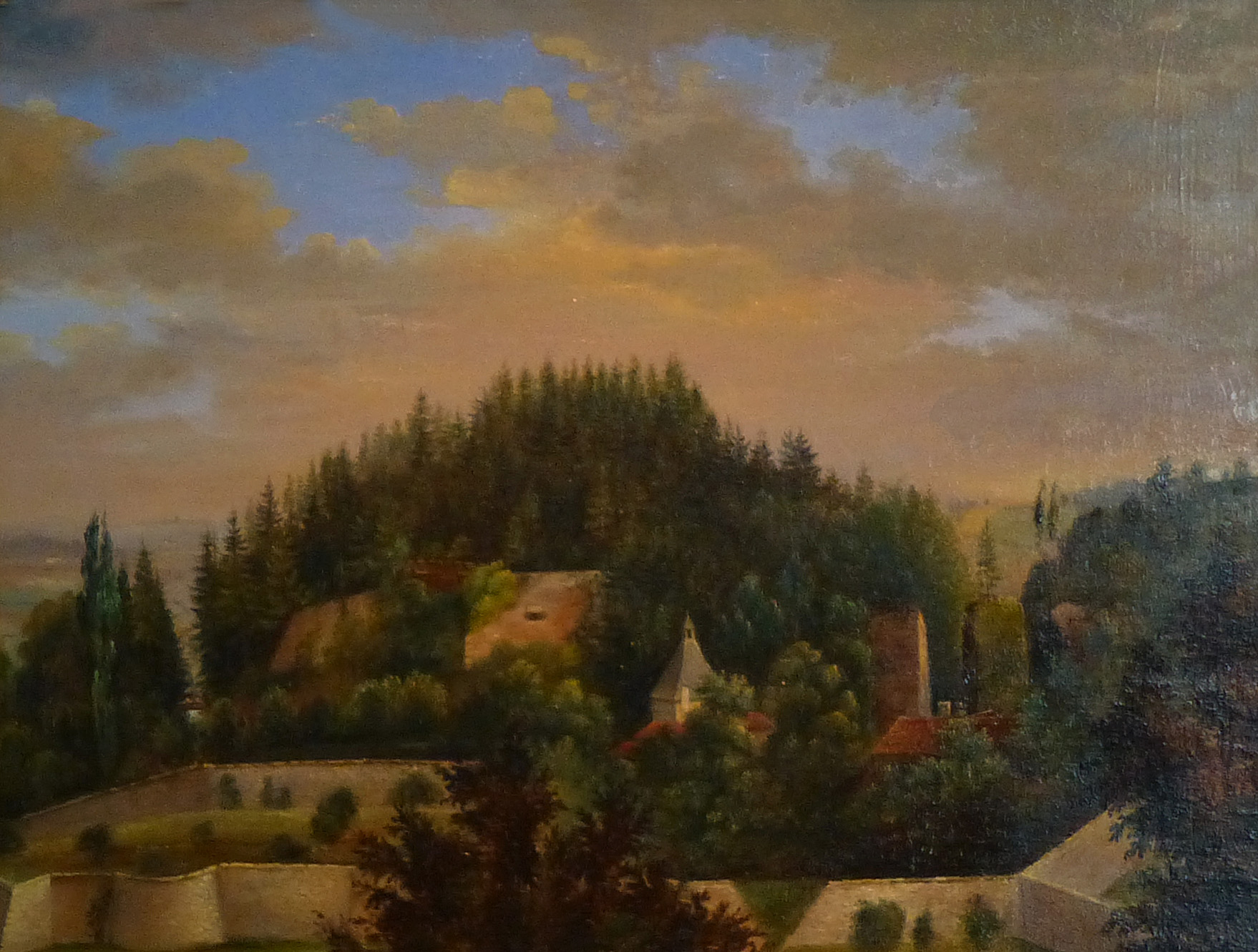
Vue du château d'Épinal.
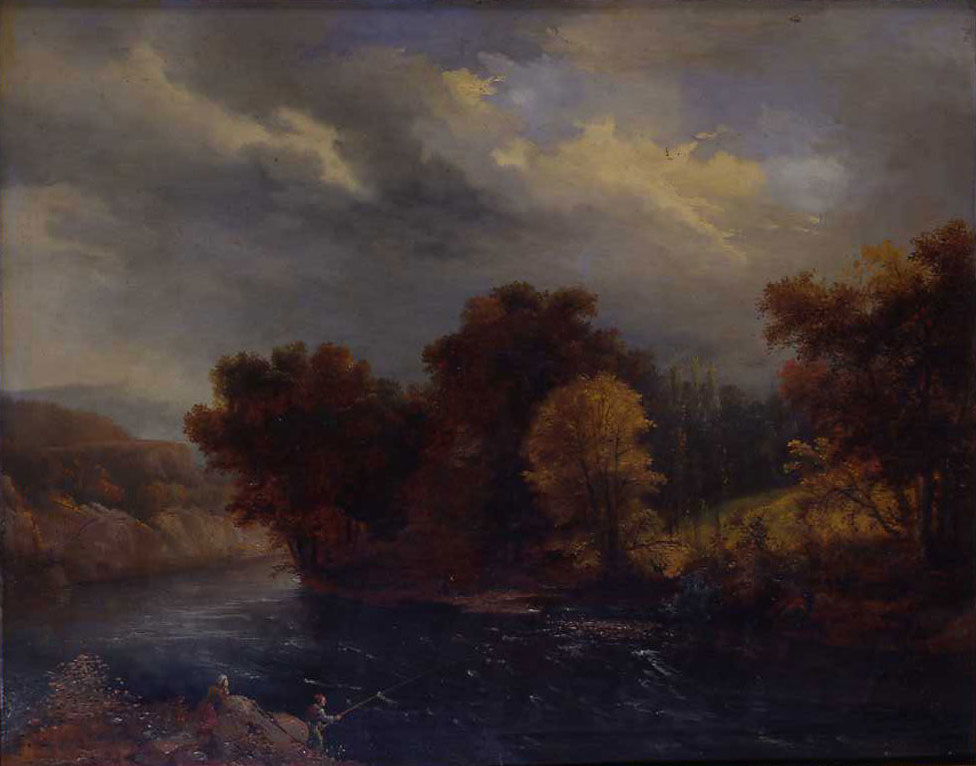
Bord de la Moselle près d'Épinal sur la route d'Archettes.
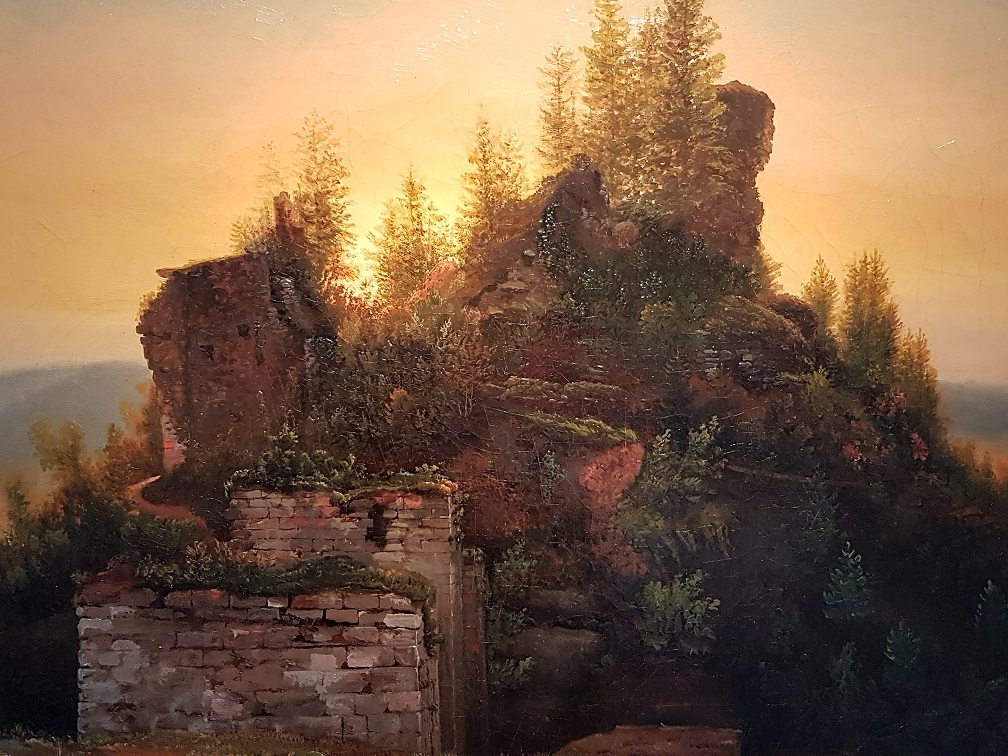
Des ruines du château

## Salons
Antoine Dutac expose ses tableaux plusieurs fois au Salon des artistes français :
- En 1817, il expose pour la première fois au Salon un tableau intitulé Cascade de Tendon. Il obtient la médaille de la 2e classe[6]. Les critiques d'art de l'époque s'accordent sur le talent prometteur du jeune paysagiste[7],[8].
- En 1819, il expose Cascade de Richembach au canton de Berne, La Vallée d'Oberhasli et trois autres paysages.
- En 1822, il présente Le Pont de chèvres dans la vallée de Lauterbrunn, canton de Berne ainsi que Une chute d'eau sur les bords de la Moselle et plusieurs études.
- En 1824, il expose L'Ermitage de Saint-Michel, près d'Épinal, Vue de Schirmeck (Vosges), Paysage, effet de givre et plusieurs autres tableaux.
- En 1827, il présente Une tour en ruines par un temps nébuleux.
- En 1850[9].

## Expositions
En 1826, Antoine Dutac expose à la galerie Lebrun Vue prise sur les hauteurs de Gérardmer (Vosges) et Vue d'une marée basse près de Honfleur. L'année suivante, dans la même galerie, il présente Un effet de givre et Un site des Vosges.

## Collections publiques
Le Musée départemental d'art ancien et contemporain des Vosges possède dans ses collections plusieurs tableaux d'Antoine Dutac :
- Louis XVIII (don de l'État dans les années 1830)[10] ;
- Étude de Paysage[10].
- Bord de la Moselle près d’Épinal sur la route d’Archettes, huile sur toile (don de Monsieur Schubert en 1947)[11].
- Vue du château d’Épinal, huile sur toile (don Gazin-Kastener en 1932)[11].

La Préfecture des Vosges expose dans sa bibliothèque un paysage d'Antoine Dutac représentant une petite cascade dans une vallée rocheuse et boisée.

## Hommages
Une avenue d'Épinal porte le nom d'Antoine Dutac.